# Fort-Louis
Fort-Louis är en kommun i departementet Bas-Rhin i regionen Grand Est (tidigare regionen Alsace) i nordöstra Frankrike. Kommunen ligger i kantonen Bischwiller som tillhör arrondissementet Haguenau. År 2022 hade Fort-Louis 282 invånare.

## Befolkningsutveckling
Antalet invånare i kommunen Fort-Louis
| Referens: INSEE |